# Gmina Lukač
Gmina Lukač (chorw. Općina Lukač) – gmina w Chorwacji, w żupanii virowiticko-podrawskiej. W 2011 roku liczyła 3634 mieszkańców.

## Miejscowości
Miejscowości wchodzące w skład gminy Gradina:

- Brezik
- Budrovac Lukački
- Dugo Selo Lukačko
- Gornje Bazje
- Kapela Dvor
- Katinka
- Lukač
- Rit
- Terezino Polje
- Turanovac
- Veliko Polje
- Zrinj Lukački